# Corynosoma capsicum
Corynosoma capsicum är en hakmaskart som beskrevs av Yves-Jean Golvan och Mokhayer 1973. Corynosoma capsicum ingår i släktet Corynosoma och familjen Polymorphidae. Inga underarter finns listade i Catalogue of Life.